# Scheidegg
Scheidegg er en købstad i Landkreis Lindau, i regierungsbezirk Schwaben, i den tyske delstat Bayern. Det er en statsanerkendt Kneippkurby. I 2007 var Scheidegg med 2.167 solskinstimer den solrigeste by i tyskland.

## Geografi
Scheidegg ligger i Region Westallgäu og består ud over byen Scheidegg af landsbyerne Scheffau og Lindenau. Kommunen grænser mod vest og syd op til Bregenzerwald i den Østrigske delstat Vorarlberg.

## Historie
Området omkring Scheidegg er formentlig blevet beboet i det 6. og 7. århundrede af Alemannerne. Scheidegg hørte indtil 1481 til Weiler. i 1296 pantsatte abbed Wilhelm, Scheidegg til grev Hugo fra Bregenz (Montfort). Området, som i 1571 blev erhvervet af Huset Habsburg, forblev indtil Freden i Pressburg (1805) under Vorarlberg, men da blev kommunen en del af Bayern.
I 1972 blev kommunerne Scheidegg og Scheffau sammenlagt.